# Фердинанд Марія (курфюрст Баварії)
Фердинанд Марія Миролюбний (нім. Ferdinand Maria der Friedliebende; 31 жовтня 1636 — 26 травня 1679) — 2-й курфюрст Баварії у 1651—1679 роках.

## Життєпис

### Регентство
Походив з династії Віттельсбахів. Старший син Максиміліана I, курфюрста Баварії, і Марії Анни Габсбург (доньки імператора Фердинанда II). Народився в Палаці Шляйсґайм в Мюнхені. Навчався під опікою єзуїтів.  
У 1651 році після смерті свого батька успадкував Баварію та титул курфюрства. Але протягом 1651—1654 років реальна влада належала регентам-матері Марії Анні і дядьку — герцогу Альбрехту Лейхтенберзькому.

### Правління
Фердинанда Марію офіційно короновано на герцога і курфюрста 31 жовтня 1654 року. Його абсолютистський стиль правління багато в чому визначив підхід інших німецьких монархів того часу до керівництва державними справами.
Його глибока відданість католицькій церкві визначила зовнішньополітичний союз з Францією, а втім Фердинанд Марія побоювався вступати у відкриту конфронтацію з Габсбургами і саме цим пояснювалося його рішення не висувати свою кандидатуру на виборах імператора Священної Римської імперії в 1657 році після смерті Фердинанда III, незважаючи на відповідне звернення Жюля Мазаріні, першого міністра Франції (1655 року). 1658 році підтримав обрання Леопольда Габсбурга імператором. Натомість Фердинанд Марія дістав підтримку імператора в боротьбі за імперське вікарство з Карлом Людвігом, курфюрстом Пфальцу.
Фердинанд Марія відрізнявся досить помітною на ті часи ощадливістю й істотно поліпшив фінансове становище Баварії. Водночас сприяв відновленню сільського господарства та промисловості після спустошень Тридцятирічної війни. У цьому намагався наслідувати меркантелістську політику французького міністра Кольбера.
У 1662—1664 роках Фердинанд Марія підтримав Габсбургів у їхньому конфлікті з Османською імперією, спрямувавши невеличкий допоміжний загін. У 1670 році уклав союз з Францією на десять років. Фердинанд Марія зобов'язувався підтримувати Бурбонів у претензіях на іспанську спадщину. Натомість Франція повинна була сплатити 180 000 талерів одноразово і зобов'язалася заплатити 400 000 талерів на рік, якщо б Баварія брала участь у війні. На ці гроші курфюрст модернізував баварську армію за французьким зразком.
Під час Франко-голландської війни 1672—1678 років Баварія трималася офіційного нейтралітету. Водночас курфюрст розпочав перемовини з Республікою Об'єднаних Провінцій (Нідерландами) щодо влаштування баварської колонії неподалік від Нового Амстердама (сучасний Нью-Йорк), втім швидко відмовився від цього наміру. Влаштував шлюб старшої доньки з сином французького короля Людовика XIV — Людовиком Великим дофіном, який відбувся в 1680 році,вже після своєї смерті.
Впровадив перший баварський адміністративний кодекс для місцевих органів влади. 1669 року після довгої перерви з 1612 року зібрався баварський сейм, що не відрізнявся багатолюдністю. Він став останнім. З цього часу усі права сейму перейшли до постійної станової комісії, що мала назву станової управи (Landschafts Verordnung), спочатку обиралася тільки на 9 років.
1674 року велика пожежа знищила значну частину резиденції курфюрства в Мюнхені. Згодом приділяв увагу відновленню палаців і міста. Помер 1679 року в палаці Шлайсгайм (стара будівля) неподалік від Мюнхена й похований у крипті Театінеркірхе. Йому спадкував старший син Максиміліан-Емануїл.

## Меценат
Фердинанд Марія залишив помітний слід у галузі баварської культури і мистецтва як покровитель італійського бароко, чому сприяло одруження Фердинанда Марії на принцесі Савойського дому. З Італії прибули музики, художники та скульптори. У 1657 році було зведено Опернхаус, що став першим у Німеччині. У 1663 році в Мюнхені розпочалося будівництво Театінеркірхе на знак вдячності за народження спадкоємця престолу майбутнього Максиміліана II.
У 1664 році за наказом курфюрста почалося будівництво палацу Німфенбург у західній частині Мюнхена. За Фердинанда Марії набуло європейської популярності Штарнберзьке озеро як місце проведення численних свят за участю венеціанських гондол.На березі озера побудував замок Берг.

## Родина
Дружина — Генрієтта Аделаїда Савойська, донька Віктора-Амадея I, герцога Савойї та Крістіни Французької
Діти:
- Максиміліан-Емануїл (1662—1726), курфюрст Баварії у 1679—1726 роках
- Людвіг-Амадей-Віктор (1665)
- Каетан-Марія-Франц (1670)
- Йозеф-Клеменс-Каетан (1671—1723), архієпископ-курфюрст Кельнський
- Марія-Анна-Христина-Вікторія (1660—1690), дружина Людовика Бурбона, дофіна Франції
- Луїза-Маргарита-Антонія (1663—1665)
- Віоланта-Беатриса (1673—1731), дружина принца Фердинандо де Медічі
- син (1666)